# Bellator xenisma
Bellator xenisma är en fiskart som först beskrevs av David Starr Jordan och Charles Harvey Bollman, 1890.  Bellator xenisma ingår i släktet Bellator och familjen knotfiskar. IUCN kategoriserar arten globalt som livskraftig. Inga underarter finns listade.